# Euxoa pleuriticoides
Euxoa pleuriticoides là một loài bướm đêm trong họ Noctuidae.